# 치악패트롤
치악패트롤은 KBS원주 1라디오에서 방송한 시사 프로그램이었다. 강원 영동 남부 지역 주요 이슈로 전해드린 라디오 시사프로그램이었다.